# غوطه‌ور
غوطه‌ور (انگلیسی: Plonger) فیلمی فرانسوی در ژانر درام به کارگردانی ملانی لوران است که در سال ۲۰۱۷ منتشر شد. فیلم‌نامه این فیلم توسط لوران، ژولین لامبروچینی، شارلوت فارست، و کریستوف دلوند به رشته تحریر درآمده است. از بازیگران آن می‌توان به ژیل للوش، ماریا والورده، ماری دنارنائود، نوئمی مرلان اشاره کرد.